# Mary Ekiru
Mary Ekiru (* 7. Dezember 2000) ist eine kenianische Leichtathletin, die sich auf den  Mittelstreckenlauf spezialisiert hat.

## Sportliche Laufbahn
Erste internationale Erfahrungen sammelte Mary Ekiru im Jahr 2024, als sie bei den Afrikaspielen in Accra in 4:06,22 min auf Anhieb die Bronzemedaille im 1500-Meter-Lauf hinter den Äthiopierinnen Hirut Meshesha und Hawi Abera gewann.

## Persönliche Bestzeiten
- 800 Meter: 2:03,81 min, 27. Juni 2023 in Manchester
- 1500 Meter: 4:06,22 min, 22. März 2024 in Accra